# Varászló
Varászló è un comune dell'Ungheria di 181 abitanti (dati 2001) situato nella contea di Somogy, nell'Ungheria centro-occidentale.